# Jardin botanique de l'Université Vytautas-Magnus
Le Jardin botanique de l'Université Vytautas-Magnus ou Jardin botanique de Kaunas (lituanien : Vytauto Didžiojo universiteto Botanikos sodas; latin : Hortus Botanicus Universitati Vytauti Magni) est un jardin botanique et arboretum situé à Kaunas en Lituanie.
Avec une superficie de 62,5 hectares, il s'agit du deuxième plus grand jardin botanique de Lituanie. Il est géré et appartient à l'Université Vytautas-Magnus de Kaunas et abrite 14 700 taxons.

## Histoire
Le jardin botanique a été fondé en 1923 pendant la Première République de Lituanie à l'époque où Kaunas était la capitale de cette république balte.
Le Professeur Constantin Regel de l'Université de Tartu, la plus ancienne et la plus prestigieuse université des Pays Baltes fut invité à en devenir le premier directeur. Le jardin dépendait de 1923 à 1941 de l'Université Vytautas-Magnus.
La coopération et les échanges avec de nombreux autres jardins botaniques d'Europe, notamment le Jardin botanique et musée botanique de Berlin-Dahlem, celui de Königsberg ou encore le Jardin botanique de Saint-Pétersbourg, ont permis son développement rapide. La construction de la serre fut terminée en 1938.
Après une période évidente de ralentissement au cours de la Seconde Guerre mondiale, le jardin botanique a continué à se développer pendant l'occupation soviétique de la Lituanie.
Avec la fondation de l'Académie des Sciences de la République socialiste soviétique de Lituanie en janvier 1941, le jardin botanique change de tutelle et passe sous son giron. Après plusieurs réorganisations, il fait partie à partir de 1955 de l'Institut Botanique lequel dépend de l'Académie des Sciences.
Entre 1972 et 1974, une vaste reconstruction de la partie centrale du parc est conduite sous la conduite de l'architecte D. Juchnevičiūtė.
En 1990, le jardin devient une institution académique indépendante membre de l'Académie des Sciences de la RSS de Lituanie.
Depuis 1991 et le recouvrement de l'indépendance du pays, le jardin botanique est devenu l'un des plus importants des Pays Baltes et participe à l'Association Lituanienne des Jardins Botaniques Universitaires, à l'Association des Jardins Botaniques Baltes ainsi  qu'à la Botanic Garden Conservation International (BGCI).
Il fait de nouveau partie de l'Université Vytautas-Magnus de Kaunas depuis 1992.

## Collection florale

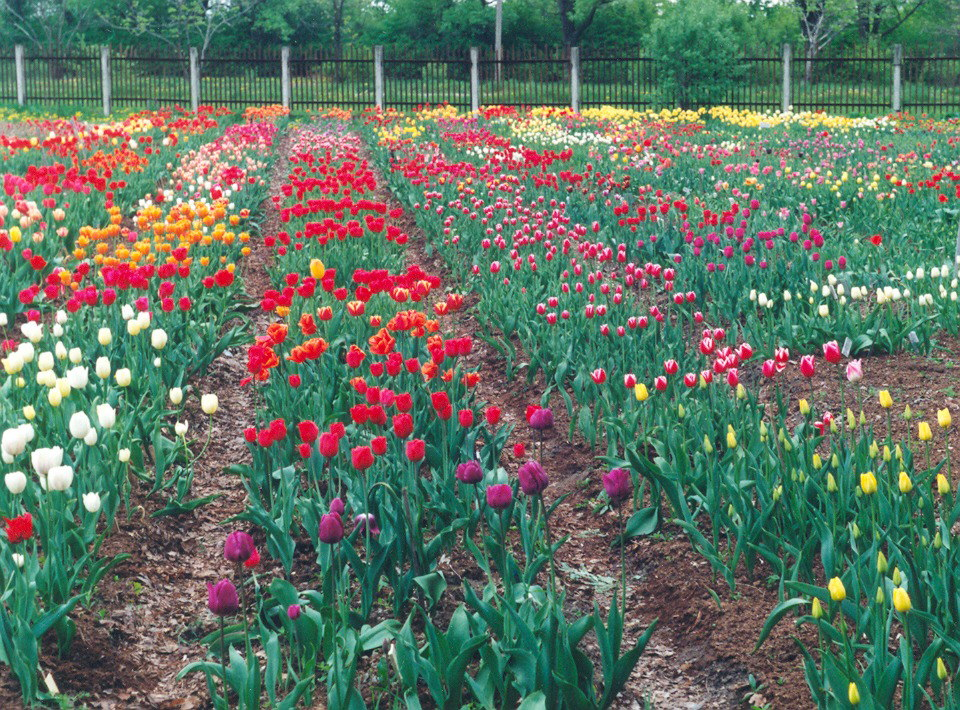
Tulipes cultivées au Jardin Botanique de Kaunas.

Le Jardin botanique de Kaunas possède une importante collection florale :
- 720 variétés de roses;
- 547 variétés de dahlias;
- 356 variétés de tulipes;
- 232 variétés du genre Hosta;
- 210 variétés de pivoines;
- 208 variétés du genre Hemerocallis;
- 115 variétés d'astilbes;
- 107 variétés d'asters;
- 204 variétés de Lys[1].

## Arboretum
L'arboretum comporte des essences issues de 61 familles d'arbres à feuilles caduques et de 6 familles de conifères.
Il abrite d'une part des espèces endémiques de Lituanie, présentes notamment dans le Vieux Parc, chênes, tilleuls, bouleaux ou encore arbres et arbustes à baie.
D'autre part, on y recense de nombreuses essences non-endémiques originaires d'Europe, d'Asie, des Amériques et d'Afrique : une large collection d'érables avec plus de 60 taxons dont l'Acer griseum, un arbre menacé originaire de Chine, de nombreux cyprès, des pins, des oliviers.
Le parc renferme comme arbres remarquables un Metasequoia glyptostroboides chinois, un Cercidiphyllum japonicum, un Tulipier de Virginie, la plus ancienne collection d'Ericaceae en Lituanie, des rhododendrons et des magnolias.

## Publications
Le Jardin botanique de l'Université Vytautas-Magnus publie chaque année un Index seminum.

## Photos

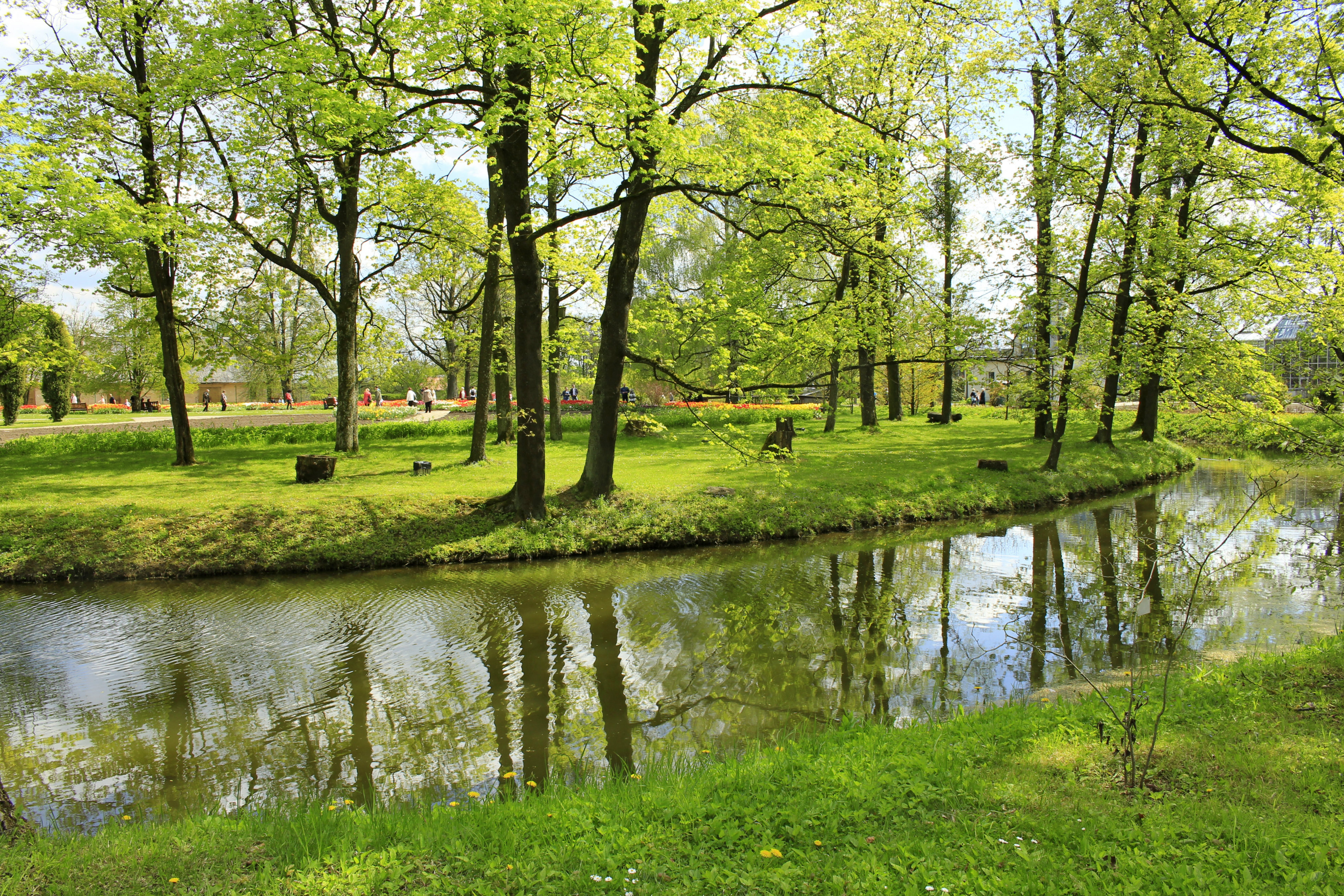
L'arboretum
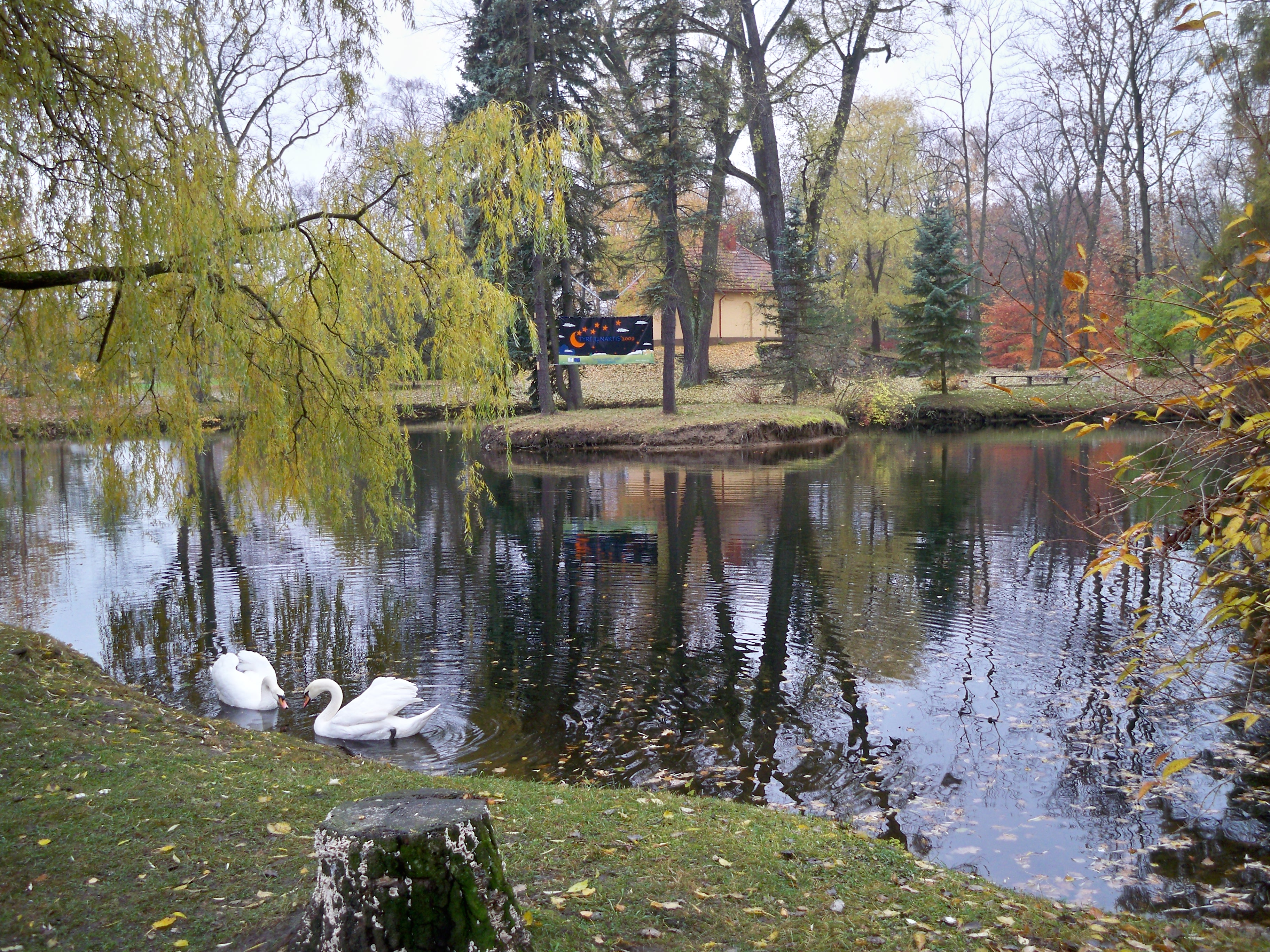
L'étang
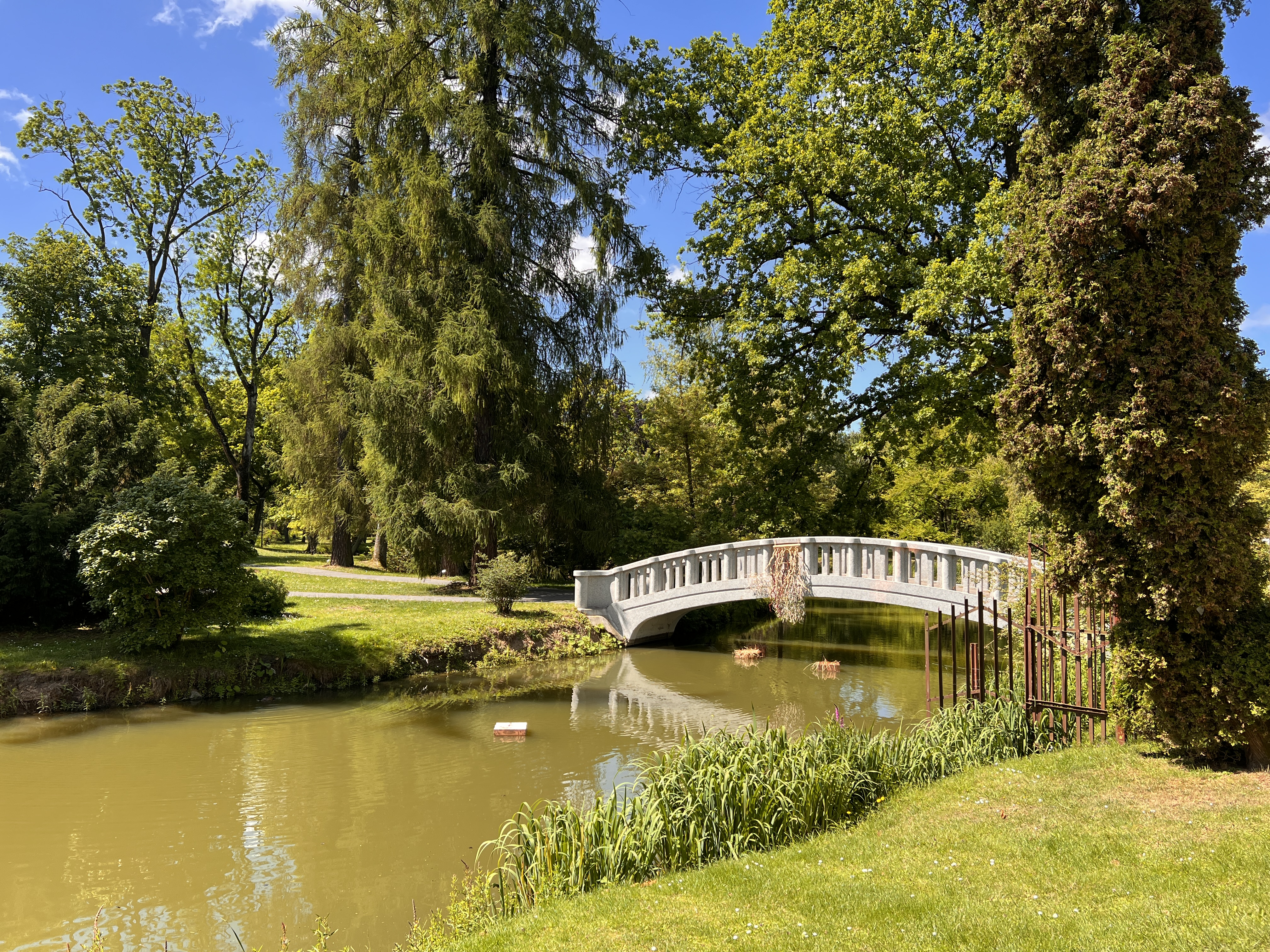
Le pont derrière l'entrée au jardin
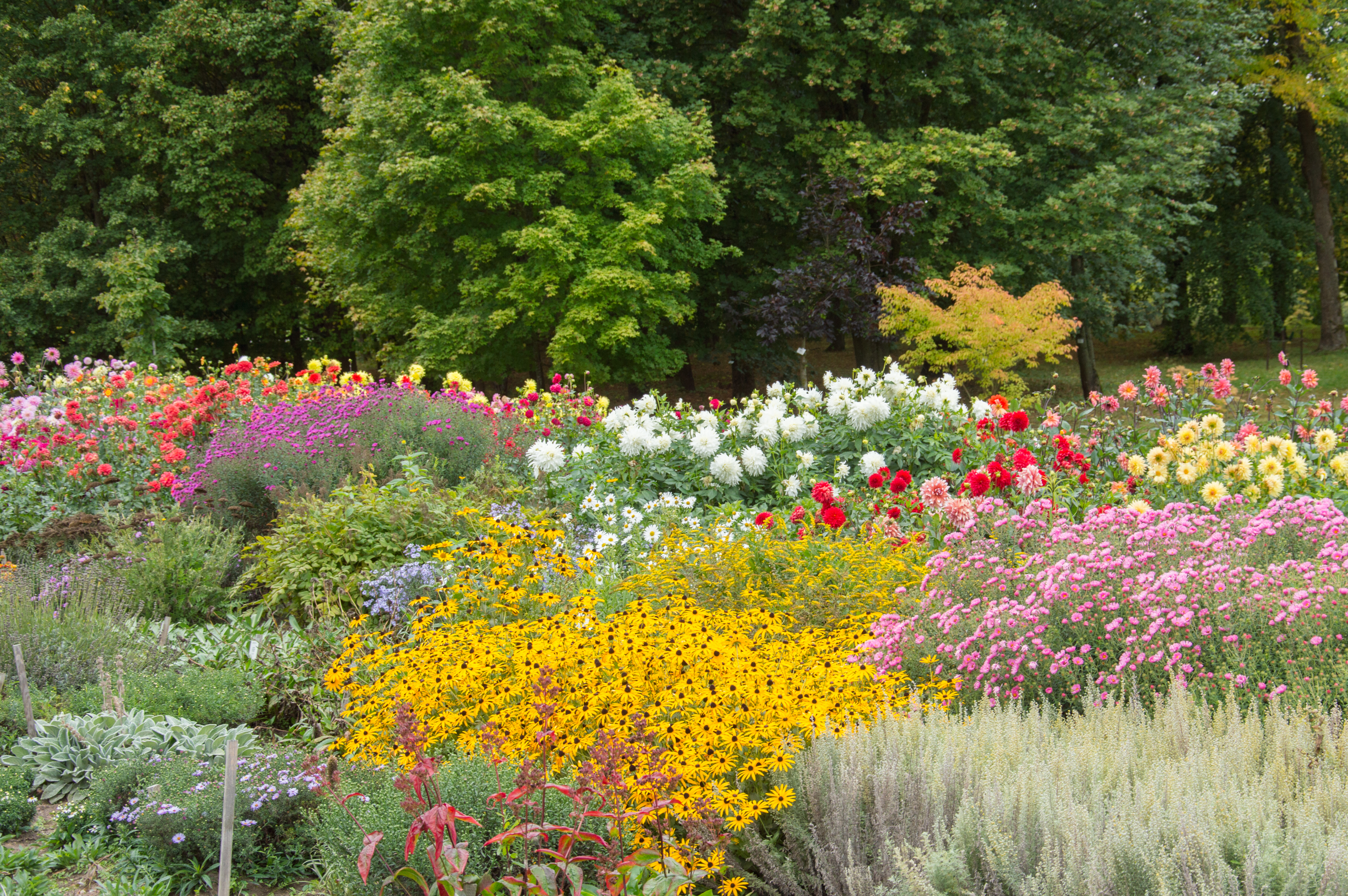
Une partie des plantes ornementales
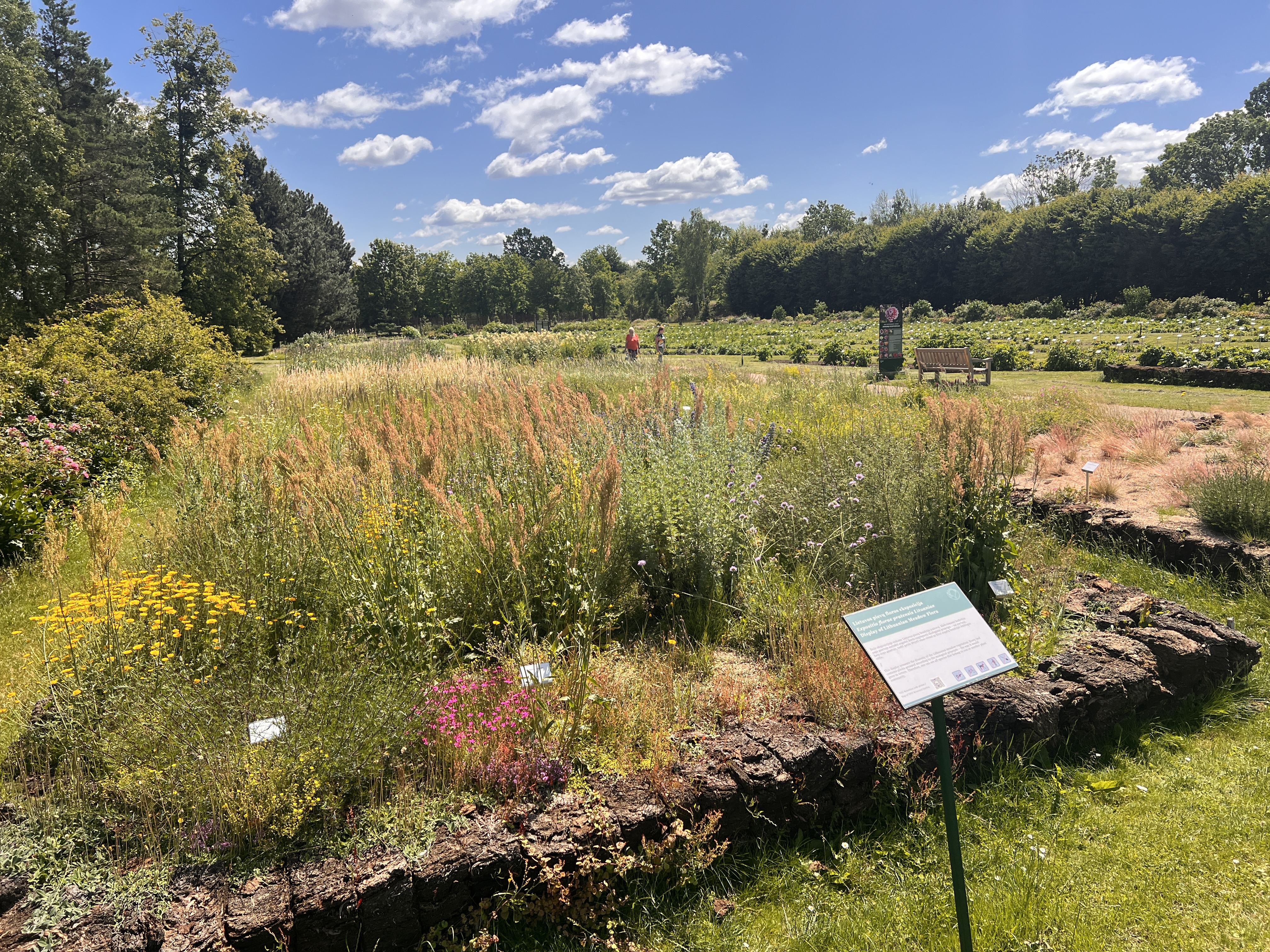
L'exposition de la flore des prairies lituaniennes
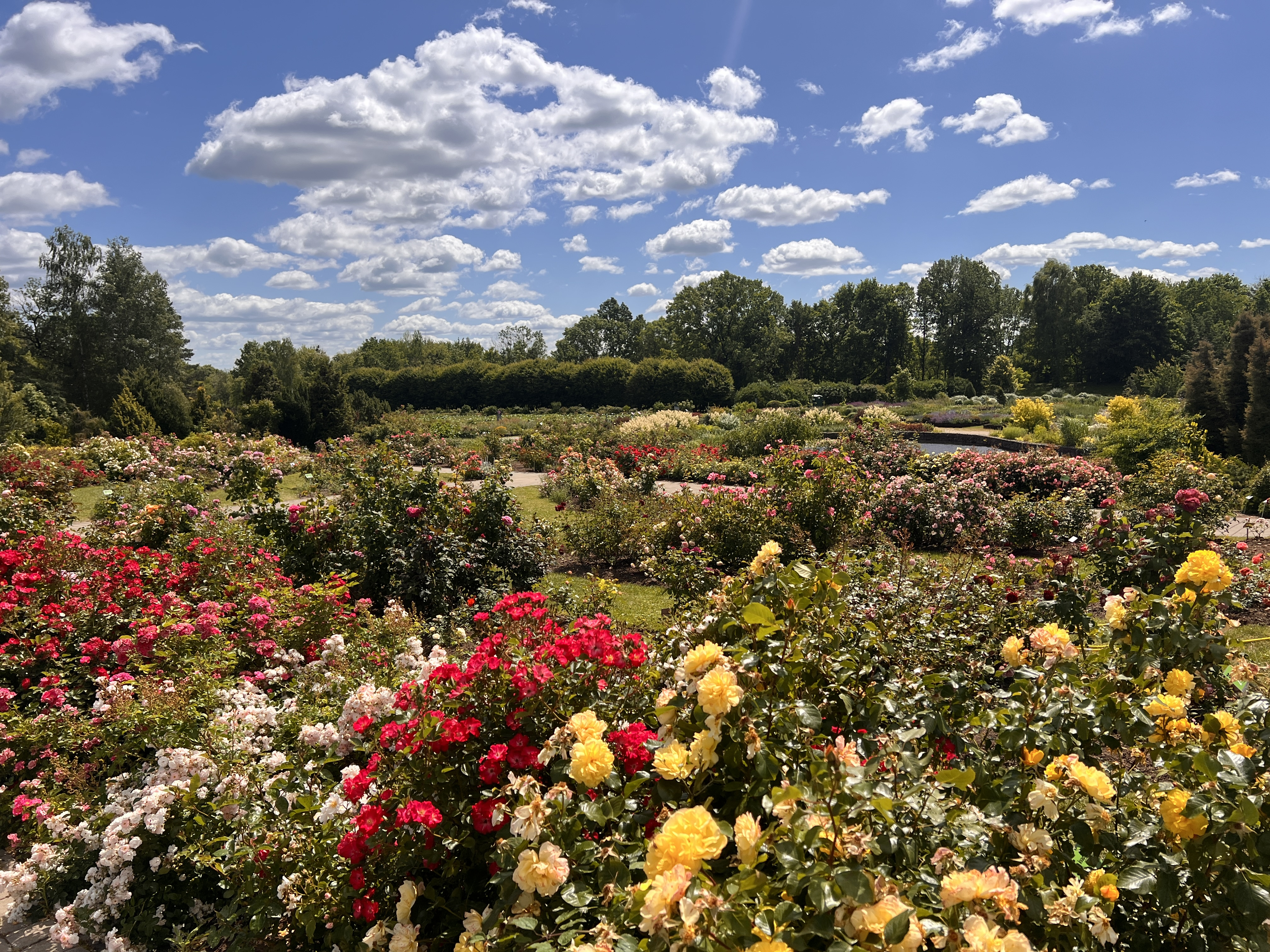
La roseraie
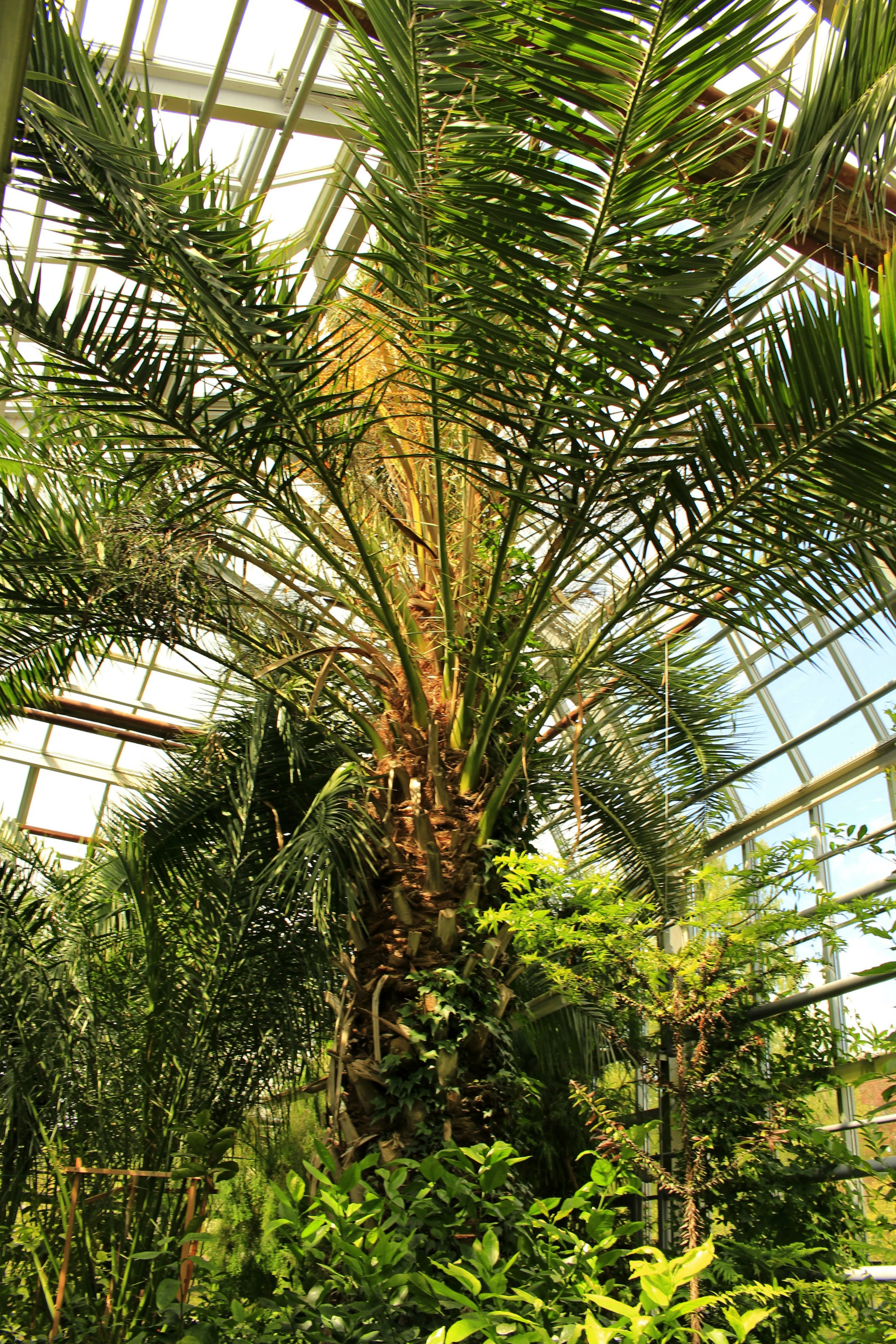
Un palmier dans la serre
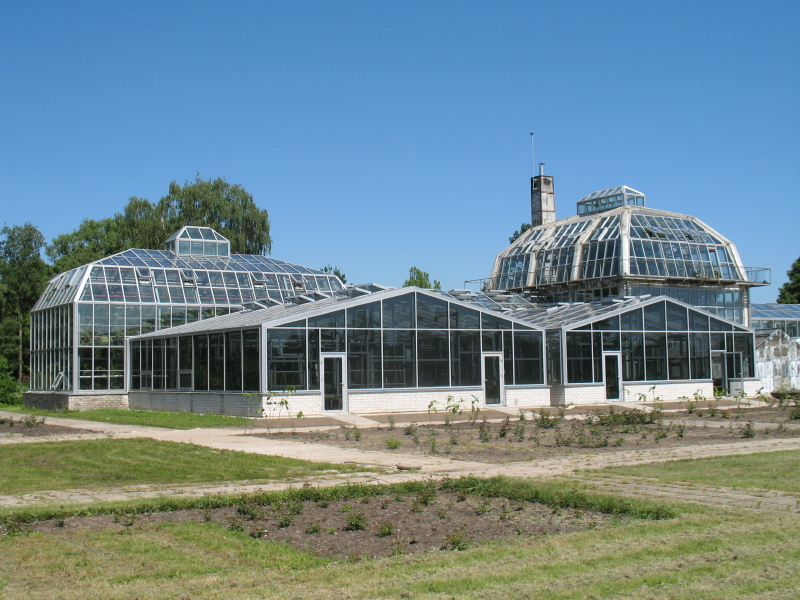
La serre en 2007...
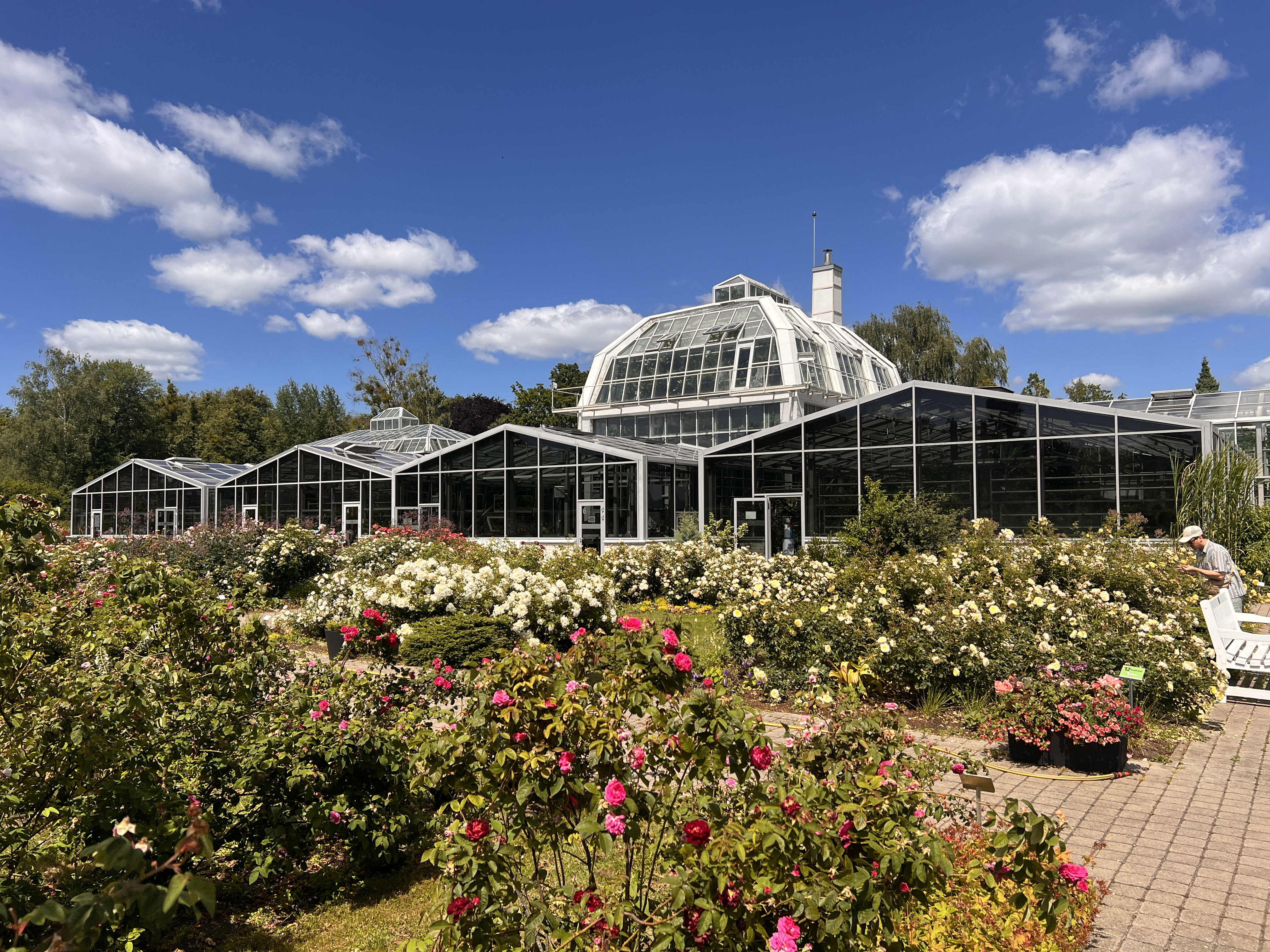
...et en 2025
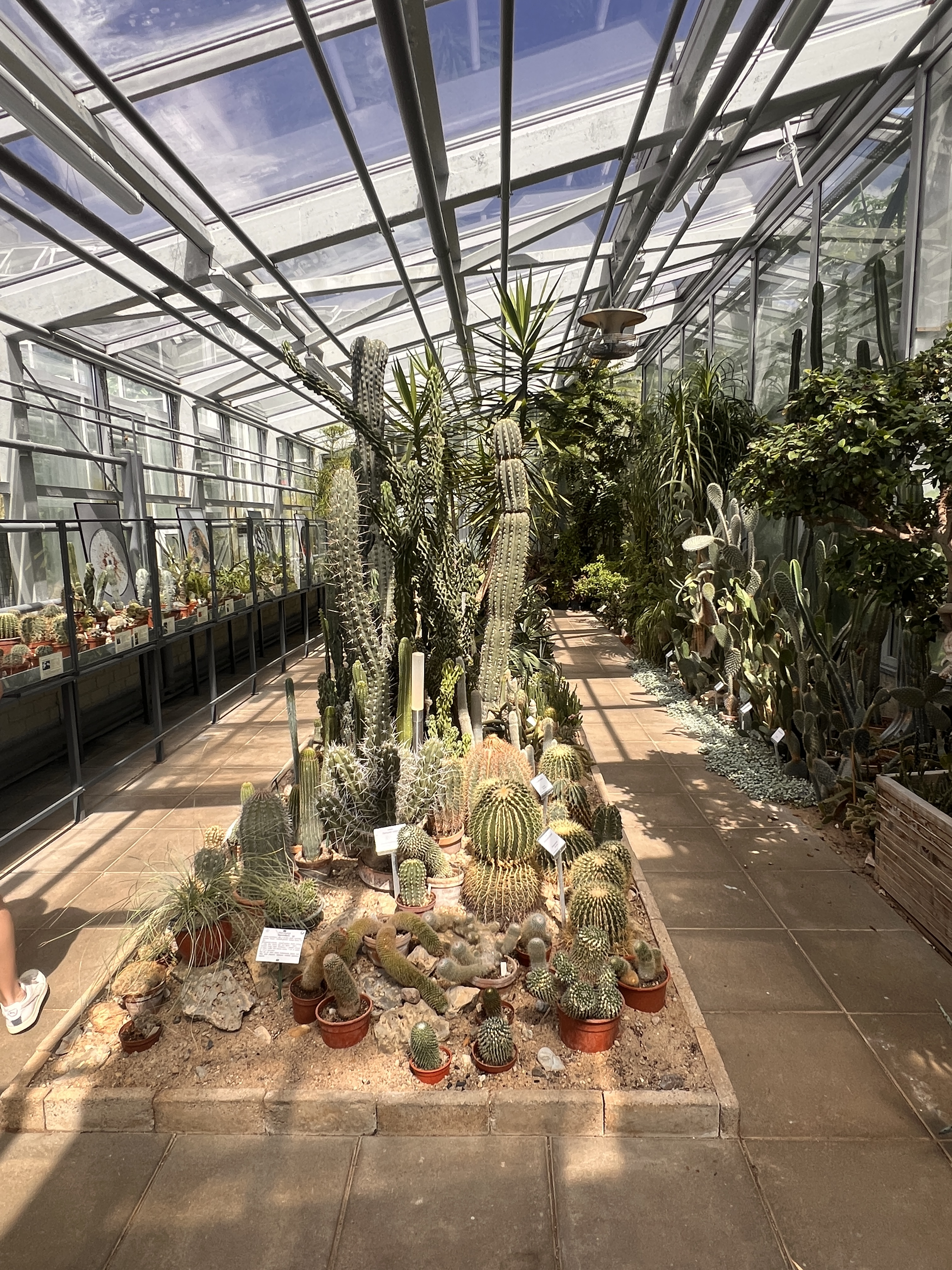
La collection de cactées